# Victor Ölander
Victor Rafael Ölander, född 11 oktober 1897 i Viborg, död 8 mars 1973 i Helsingfors, var en finländsk geodet och astronom. Han var bror till Ragnar Ölander. 
Ölander anställdes 1923 vid Geodetiska institutet, blev filosofie doktor 1932 och var äldre statsgeodet 1934–1967. Han redigerade på uppdrag av Helsingfors universitet almanackornas astronomiska del 1949–1967. I sina vetenskapliga undersökningar berörde han bland annat stjärnornas egenrörelser inom astronomin samt utjämningsräkningar och geoidbestämningar inom geodesin.